# Дерілл Нейта
Дерілл Нейта (англ. Daryll Neita, нар. 29 серпня 1996) — британська легкоатлетка, яка спеціалізується в бігу на короткі дистанції.

## Спортивні досягнення
Дворазова бронзова олімпійська призерка в естафетному бігу 4×100 метрів (2016, 2021).
Дворазова срібна призерка чемпіонатів світу в естафетному бігу 4×100 метрів (2017, 2019).
Дворазова чемпіонка Європи (2018, 2024) та срібна призерка чемпіонату Європи (2016) з естафетного бігу 4×100 метрів. Срібна призерка чемпіонату Європи з бігу на 200 метрів (2024). Бронзова призерка чемпіонату Європи з бігу на 100 метрів (2022).
Бронзова призерка Ігор Співдружності у бігу на 100 метрів (2022).